# 白城地区
白城地区，中华人民共和国吉林省已撤销的地区，在今吉林省南部。大致为今天的白城市和松原市。

## 历史沿革
- 1955年，吉林省白城专员公署（简称白城专署）辖洮南、白城、镇赉、安广、大赉、开通、瞻榆、乾安县。
- 1958年10月，白城镇与部分郊区合并，设白城市（县级）；白城县余部20个乡镇与洮南县合并为洮安县；大赉、安广县合并为大安县；开通、瞻榆县合并为通榆县。同年11月，扶余县划归为白城专署，双辽县划归四平专署。1968年8月，成立白城专区革命委员会。1969年7月，内蒙古自治区的突泉县、科尔沁右翼前旗划归白城专区（1979年7月，复归内蒙古自治区）。
- 1973年7月，白城专区革命委员会改称白城地区革命委员会。1979年1月，改称白城地区行政公署。
- 1987年7月、1987年10月，1988年11月，洮安县、扶余县、大安县先后改设洮南市（县级）、扶余市（县级）、大安市（县级）。
- 1992年6月，以原县级扶余市设立松原市（地级），长岭、乾安县划归松原市。
- 1993年8月，撤销白城地区行政公署，设立白城市（地级）。撤销白城市（县级），设立洮北区。白城市辖镇赉县、通榆县、洮北区、大安市、洮南市。